# Gisasjön
Gisasjön är en sjö i Karlskrona kommun i Blekinge och ingår i Lyckebyåns huvudavrinningsområde. Sjön är 2,8 meter djup, har en yta på 0,0667 kvadratkilometer och är belägen 49,8 meter över havet. Sjön avvattnas av vattendraget Lillån.

## Delavrinningsområde
Gisasjön ingår i det delavrinningsområde (623862-149734) som SMHI kallar för Mynnar i Lyckebyån. Medelhöjden är 83 meter över havet och ytan är 25,48 kvadratkilometer. Det finns ett avrinningsområde uppströms, och räknas det in blir den ackumulerade arean 40,97 kvadratkilometer. Lillån som avvattnar avrinningsområdet har biflödesordning 2, vilket innebär att vattnet flödar genom totalt 2 vattendrag innan det når havet efter 11 kilometer. Avrinningsområdet består mestadels av skog (78 procent) och jordbruk (11 procent). Avrinningsområdet har 0,71 kvadratkilometer vattenytor vilket ger det en sjöprocent på 2,8 procent.